# کاکتوس ستاره‌ای
کاکتوس ستاره‌ای (نام علمی: Astrophytum asterias) نام یک گونه از سرده اخترگیاه است.